# Terbium(III)bromide
Terbium(III)bromide is een anorganische verbinding van terbium en broom, met als brutoformule TbBr3. De stof komt voor als een wit kristallijn poeder, dat goed oplosbaar is in water. Terbium(III)bromide vormt ook een hydraat: TbBr3 · H2O.

## Synthese
Terbium(III)bromide kan rechtstreeks bereid worden uit reactie van terbium met dibroom:
{\displaystyle \mathrm {2\ Tb\ +\ 3\ Br_{2}\ \longrightarrow 2\ TbBr_{3}} }